# Kęstutis
Kęstutis (litovsko Kęstutis [kæːsˈtutɪs], latinsko Kinstut) je bil vladar srednjeveške Litve, * okoli 1297, † 3. ali 15. avgust 1382.
Bil je vojvoda Trakaja in v letih 1342 do 1382  vladal v Veliki litovski kneževini. Do leta 1377 je vladal skupaj s svojim bratom Algirdasom in do leta 1381 s svojim nečakom Jogailo. Vladal je Litovcem in Rusinom. 

## Ime
Ime Kęstutis izhaja iz stare oblike imena Kęstas, skrajšane oblike litovskih imen kot sta Kęstaras in Kęstautas. Beseda kęs-ti pomeni  obvladati. Zgodovinska besedila kažejo na različne litovske izgovarjave imena.

## Zgodnje življenje in delitev oblasti
Kęstutis je bil sin velikega vojvode Gediminasa. Očeta je na položaju velikega vojvode nasledil njegov mlajši brat  Jaunutis. Kęstutis je z bratom Algirdasom sklenil Jaunutisa strmoglaviti s prestola in načrt jima je uspel. Kneževino je razdelil na vzhodno in zahodno vplivno sfero. Rezultat delitve je bila ustanovitev Vojvodine Trakai leta 1377. Kęstutisova oblast je bila koncentrirana v zahodnem, Algirdasova pa v vzhodnem delu kneževine. Organiziral je obrambo zahodne Litve in Samogitije pred tevtonskimi vitezi ter organiziral napade nanje. Med Kęstutisovo vladavino so vpadi tevtoncev v Litvo dosegli vrh.

## Sovladar Litve
Kęstutis je v bojih na zahodnih mejah Velike litovske kneževine uporabljal različna vojaška in diplomatska sredstva. Da bi se izognil nadaljnjim spopadom s tevtonskim redom, se je začel leta 1349 pogajati s papežem Klemnom VI. za pokristjanjenje Litve. Papež je v zameno obljubil kraljevo krono zanj in njegove sinove. Algirdas se v to ni vtikal in skrbel za red v rusinskem delu kneževine. Posrednik v pogajanjih, poljski kralj Kazimir III., je oktobra 1349 nepričakovan napadel na Volinijo in Brest in s tem uničil Kęstutisov načrt. Med poljsko-litovsko vojno za Volinjo je ogrski kralj Ludvik I. 15. avgusta 1351 sklenil s Kęstutisom mirovni sporazum, po katerem se je Kęstutis zavezal sprejeti krščanstvo in zagotoviti vojaško pomoč Kraljevini Ogrski v zameno za kraljevo krono.  Sporazum je Kęstutis odobril s poganskim obredom, da bi prepričal nasprotno stran. Kęstutis pravzaprav ni imel namena izpolniti dogovora in je na pot v Budim pobegnil.

## Ujetništvo v Malborku
Marca 1361 so Kęstutis, njegov sin Patrikas in brat Algirdas uničili in zasedli tevtonska gradova Eckersberg in Johannisburg. Majhna četa tevtonskih vitezov, ki se je vračala iz neuspešnega vojaškega pohoda v Litvo, je zatem napadla Kęstutisovo in Algirdasovo vojaško taborišče pri jezeru Ublik (Wobel). Kęstutisa so križarji ujeli in zaprli v grad Malbork. Četudi je bil Kęstutis takrat star več kot šestdeset let, ga je premagal šele tretji izkušen vitez. 
Pogajanja za njegovo osvoboditev so bila neuspešna, ker je bila zanj zahtevana odkupnina najverjetneje previsoka. Približno pol leta pozneje mu je uspelo pobegniti. S pomočjo svojega služabnika Alfasa je prebil  tri metre debeli zid in zapustil grad na konju, preoblečen v tevtonskega viteza. Pobeg je bil očitno dobro načrtovan. Domneva se, da sta k begu veliko pripomogla Algirdas in Kęstutisova žena Birutė. 

## Državljanska vojna (1381-1384) in smrt
Algirdas je umrl leta 1377 in je prestol prepustil Jogaili, svojemu najstarejšemu sinu iz drugega zakona z Uljano Tversko. Kęstutis in Vitautas sta priznavala Jogailovo oblast, tudi ko je njegovo pravico do dedovanja izpodbijal Andrej Pološki, Algirdasov najstarejši sin iz prvega zakona z Marijo Vitebsko. Tevtonski vitezi so nadaljevali križarsko vojno proti poganski Litvi in tako Jogaila kot Kęstutis sta iskala priložnosti za sklenitev premirja. 29. septembra 1379 je bilo v Trakaju podpisano desetletno premirje. To je bil zadnji sporazum, ki sta ga skupaj podpisala Kęstutis in Jogaila. Februarja 1380 je Jogaila brez Kęstutisove vednosti sklenil tudi petmesečno premirje z Livonskim redom, da bi zaščitil svoje litovske posesti v Polocku.
31. maja 1380 sta Jogaila in veliki mojster Winrich von Kniprode podpisala tajni Dovydiškėski sporazum, s katerim se je Jogaila obvezal, da ne bo posredoval med napadi tevtonskih vitezov na Kęstutisa ali njegove otroke, če pa bi moral zagotoviti pomoč Kęstutisu, da bi se izognili kakršnim koli sumom, to ne bi bila kršitev sporazuma. Sklenitev sporazuma je še vedno sporna, saj motivi zanj niso povsem jasni. Nekateri zgodovinarji so zanj krivili Jogailovo mater Uljano ali njegovega svetovalca Vaidila, drugi pa so opozarjali na generacijsko razliko: Kęstutis je bil star približno 80 let in odločen, da ne bo sprejel krščanstva, medtem ko je bil Jogaila star približno 30 let in je iskal načine za spreobrnitev in posodobitev države. Tretji so namigovali, da je bil sporazum usmerjen  predvsem proti Andreju in njegovim zaveznikom – bratu Dmitriju Brjanskemu in velikemu moskovskemu knezu Dmitriju Donskoju. Jogaila, ki je s sporazumom zavaroval svojo zahodno fronto, se je združil z Zlato hordo proti Moskovski veliki kneževini za prihajajočo kulikovsko bitko.
Tevtonski vitezi so brez kršitve Dovydiškega sporazuma dvakrat napadli vojvodino Trakaj in Samogitijo. Avgusta 1381 je osterodski komtur  obvestil Kęstutisa o tajnem sporazumu in Kęstutis je še isti mesec izkoristil upor Polocka proti Skirgajli. Jogaila je bil odsoten in upora ni mogel zatreti, njegova odsotnost pa je bila hkrati dobra priložnost za zavzetje prestolnice Vilne. Kęstutis je postal veliki vojvoda, Jogailo pa so na povratku v Vilno ujeli. V ujetništvu je obljubil zvestobo Kęstutisu in bil osvobojen in v dedno last dobil  Krevo in Vitebsk. Kęstutis je nadaljeval vojno s tevtonskimi vitezi. Njegova vojska je napadla Varmijo in poskušala zavzeti Georgenburg (Jurbarkas).
Ko je bil Kęstutis odsoten zaradi vojne z Dimitrom Koributom iz Novgorod-Siverskega, Vitautas pa je bil v Trakaju, so se 12. junija 1382 prebivalci Vilne pod vodstvom riškega trgovca Hanula uprli in v mesto spustili Jogailovo vojsko. Trgovci so bili nezadovoljni s Kęstutisovo politiko, saj je škodovala gospodarstvu, zlasti trgovanju z Livonijo. Jogaila je ponovno zasedel prestol in se združil s tevtonskimi vitezi. Kęstutis je medtem zbral svoje privržence v Samogitiji, njegov sin Vitautas je iskal vojake v Hrodnu, brat Liubartas pa je rekrutiral v Galiciji-Voliniji. Avgusta 1382 naj bi se Kęstutisova in Jogailova vojska pri Trakaju spopadli v odločilni bitki, ki se ni nikoli začela. Nasprotni strani sta se začeli  pogajati.  Kęstutis in Vitautas sta prišla  na pogajanja v Jogailov tabor, kjer so ju izdajalsko aretirali in poslali v zapor na gradu Kreva. Njuna vojska je bila razpuščena.
Po petih dneh zapora so 15. avgusta našli Kęstutisa mrtvega. Jogaila je trdil, da se je obesil, a mu je malokdo verjel. Jogaila je Kęstutisu organiziral velik poganski pogreb: njegovo telo so skupaj s konji, orožjem in drugimi zakladi v Vilni sežgali, verjetno v Šventaragisovi dolini. Vitautasu je uspelo pobegniti in je nadaljeval boj proti Jogaili, da bi leta 1392 postal veliki vojvoda.

## Kęstutis v književnosti in umetnosti
Kęstutis je priljubljeno litovsko moško ime.
Mikalojus Konstantinas Čiurlionis je leta 1902 napisal simfonično uverturo  Kęstutis. Litovski zgodovinar in arheolog Petras Tarasenka je leta 1957 napisal kratko zgodbo Pabėgimas (Pobeg), ki opisuje njegov beg iz tevtonskega ujetništva na gradu Malbork. V Prienaju je bil leta 1937 postavljen njegov spomenik, ki je bil leta 1990 restavriran. Litovska kopenska vojska ima v svoji sestavi bataljon motorizirane pehote "Veliki vojvoda Kęstutis". Po njem se je imenovalo tudi vojaško okrožje litovskih partizanov. 
Na spomeniku Tisočletnica Rusije je tudi Kęstutisov kip.